# Список университетов и колледжей Синьцзяна
Ниже приведен список университетов и колледжей Синьцзян-Уйгурского автономного района  (Китай).

## Обозначения
В статье используются следующие обозначения:
- Национальный: учебное заведение, управляемое одним из национальных ведомств.
- Провинциальный: учебное заведение, управляемое властями провинции.
- Частный: частное учебное заведение.
- Независимый: независимое учебное заведение.
- Ω (национальные ключевые университеты[англ.]): университеты имеющие высокий уровень поддержки со стороны центрального правительства КНР.

## Университеты
| Название                                         | Китайское название | Уйгурское название                   | Год  | Тип            | Город   | Ссылка                   | Примечания                                    |
| ------------------------------------------------ | ------------------ | ------------------------------------ | ---- | -------------- | ------- | ------------------------ | --------------------------------------------- |
| Синьцзянский университет                         | 新疆大学           | شىنجاڭ ئۇنىۋېرسىتېتى                 | 1924 | Провинциальный | Урумчи  | http://www.xju.edu.cn    | Ω (недоступная ссылка) участник «Проекта 211» |
| Синьцзянский сельскохозяйственный университет    | 新疆农业大学       | شىنجاڭ يېزائېگىلىك ئۇنىۋېرسىتېتى     | 1952 | Провинциальный | Урумчи  | http://www.xjau.edu.cn   | (недоступная ссылка)                          |
| Синьцзянский медицинский университет             | 新疆医科大学       | شىنجاڭ تىببى ئۇنىۋېرسىتېتى           | 1956 | Провинциальный | Урумчи  | http://www.xjmu.edu.cn/  | (недоступная ссылка)                          |
| Синьцзянский педагогический университет          | 新疆师范大学       | شىنجاڭ پىداگوگېكا ئۇنىۋېرسىتېتى      | 1978 | Провинциальный | Урумчи  | http://www.xjnu.edu.cn   | (недоступная ссылка)                          |
| Синьцзянский финансово-экономический университет | 新疆财经大学       | شىنجاڭ مالىيە-ئىقتىساد ئۇنىۋېرسىتېتى | 1950 | Провинциальный | Урумчи  | http://www.xjufe.edu.cn/ | (недоступная ссылка)                          |
| Университет Шихэцзы                              | 石河子大学         | شىخەنزە ئۇنىۋېرسىتېتى                | 1949 | Провинциальный | Шихэцзы | http://www.shzu.edu.cn/  | Ω участник «Проекта 211», при участии СПСК    |
| Таримский университет                            | 塔里木大学         | تارىم ئۇنىۋېرسىتېتى                  | 1958 | Провинциальный | Арал    | http://www.taru.edu.cn/  | (недоступная ссылка) при участии СПСК         |
| Илийский педагогический университет              | 伊犁师范学院       | ئىلى پىداگوگېكا ئىنىستىتۇتى          | 1948 | Провинциальный | Кульджа | http://www.ylsy.edu.cn/  | (недоступная ссылка)                          |
| Кашгарский университет                           | 喀什大学           | قەشقەر ئۇنىۋېرسىتېتى                 | 1962 | Провинциальный | Кашгар  | http://www.kstc.edu.cn/  |                                               |
| Синьцзянская академия искусств                   | 新疆艺术学院       | شىنجاڭ سەنئەت ئىنىستىتۇتى            | 1958 | Провинциальный | Урумчи  | http://www.xjart.edu.cn/ |                                               |
| Синьцзянский инженерный институт                 | 新疆工程学院       | شىنجاڭ سانائەت قۇرۇلۇش ئ‍ىنىستىتۇتى    | 1958 | Провинциальный | Урумчи  | http://www.xgz.edu.cn/   |                                               |
| Синьцзянский полицейский колледж                 | 新疆警察学院       |                                      | 2001 | Национальный   | Урумчи  | http://www.xjpcedu.cn/   | (недоступная ссылка)                          |
| Университет Чанцзи                               | 昌吉学院           | سانجى ئىنىستىتۇتى                    | 1959 | Провинциальный | Чанцзи  | http://www.cjc.edu.cn/   | (недоступная ссылка)                          |

### Другие
- Синьцзянский университетский научно-технический колледж (新疆大学科学技术学院). Урумчи. Независимый колледж. Основан в 2002 году.[1]
- Научно-технический колледж Синьцзянского сельскохозяйственного университета (新疆农业大学科学技术学院). Урумчи. Независимый колледж. Основан в 2002 году.[2]
- Бизнес-школа Синьцзянского финансово-экономического университета (新疆财经大学商务学院). Урумчи. Независимый колледж.[3]
- Колледж Хоубо Синьцзянского медицинского университета (新疆医科大学厚博学院). Урумчи. Независимый колледж. Основан в 2004 году.[4]

## Колледжи
| Название                                                              | Китайское название       | Год  | Тип            | Город   | Ссылка                    | Примечания                            |
| --------------------------------------------------------------------- | ------------------------ | ---- | -------------- | ------- | ------------------------- | ------------------------------------- |
| Синьцзянский профессиональный колледж                                 | 新疆职业大学             | 1962 | Провинциальный | Урумчи  | http://www.xjvu.edu.cn/   |                                       |
| Урумчинский профессиональный колледж                                  | 乌鲁木齐职业大学         | 1985 | Провинциальный | Урумчи  | http://www.uvu.edu.cn/    | (недоступная ссылка)                  |
| Синьцзянский профессиональный колледж лёгкой промышленности           | 新疆轻工职业技术学院     | 1951 | Провинциальный | Урумчи  | http://www.xjqg.edu.cn/   |                                       |
| Синьцзянский железнодорожный профессионально-технический колледж      | 新疆铁道职业技术学院     | 1985 |                | Урумчи  | http://www.xjtlgjjx.com/  |                                       |
| Синьцзянский спортивный профессиональный колледж                      | 新疆体育职业技术学院     | 2011 | Провинциальный | Урумчи  | http://www.xjsvtc.com/    | (недоступная ссылка)                  |
| Синьцзянский современный профессионально-технический колледж          | 新疆现代职业技术学院     | 1995 | Частный        | Урумчи  | http://www.xjxiandai.net/ | (недоступная ссылка)                  |
| Синьцзян-Тяньшаньский профессионально-технический колледж             | 新疆天山职业技术学院     |      | Частный        | Урумчи  | https://www.xjtsxy.cn/    | (недоступная ссылка)                  |
| Синьцзянский энергетический профессионально-технический колледж       | 新疆能源职业技术学院     |      | Частный        | Урумчи  | http://www.xjnyedu.com/   | (недоступная ссылка)                  |
| Карамайский профессионально-технический колледж                       | 克拉玛依职业技术学院     |      | Провинциальный | Карамай | http://www.kzjsxy.net/    | НМВПК (недоступная ссылка)            |
| Чанцзиский профессионально-технический колледж                        | 昌吉职业技术学院         | 1984 | Провинциальный | Чанцзи  | http://www.cjpt.cn/       | НМВПК                                 |
| Синьцзянский сельскохозяйственный профессионально-технический колледж | 新疆农业职业技术学院     |      | Провинциальный | Чанцзи  | http://www.xjnzy.edu.cn/  | НМВПК                                 |
| Синьцзянский профессионально-технический колледж в Шихэцзы            | 新疆石河子职业技术学院   |      |                | Шихэцзы | http://www.xjshzzy.com/   | НМВПК, при участии СПСК               |
| Полицейский колледж Синьцзянского корпуса                             | 新疆兵团警官高等专科学校 |      |                | Урумчи  | http://www.xjbtjx.com/    | при (недоступная ссылка) участии СПСК |
| Илийский профессионально-технический колледж                          | 伊犁职业技术学院         |      | Провинциальный | Кульджа | https://www.ylzyjs.cn/    |                                       |
| Синьцзян-Уйгурский медицинский колледж                                | 新疆维吾尔医学专科学校   | 1984 | Провинциальный | Хотан   | http://www.xjumc.cn/      | (недоступная ссылка)                  |
| Хотанский педагогический колледж                                      | 和田师范专科学校         | 1938 | Провинциальный | Хотан   | http://www.htszedu.cn/    |                                       |